# NGC 6751
NGC 6751 (również NGC 6748) – mgławica planetarna znajdująca się w konstelacji Orła. Mgławica ta jest odległa o około 6500 lat świetlnych od Ziemi, a rozciąga się na około 0,8 roku świetlnego.
Została odkryta 20 lipca 1863 roku przez Alberta Martha, a jego obserwacja otrzymała oznaczenie NGC 6751 w katalogu NGC. 17 lipca 1871 roku obserwował ją Édouard Stephan, jednak błędnie zidentyfikował gwiazdę odniesienia, a w rezultacie otrzymał błędną pozycję i uznał, że odkrył nowy obiekt. Obserwacja Stephana została skatalogowana jako NGC 6748. Z powodu tego błędu obiekt NGC 6748 przez wiele lat był uznawany za „zaginiony”.
W centrum mgławicy NGC 6751 znajduje się gorąca gwiazda centralna HD 177656 o temperaturze 140 000 °C. Mgławica ta zawiera świecący gaz posiadający złożone i różnorodne kształty. Jej włóknista natura została utworzona przez wiatr i promieniowanie pochodzące od gwiazdy centralnej.